# 邱子文高中學校

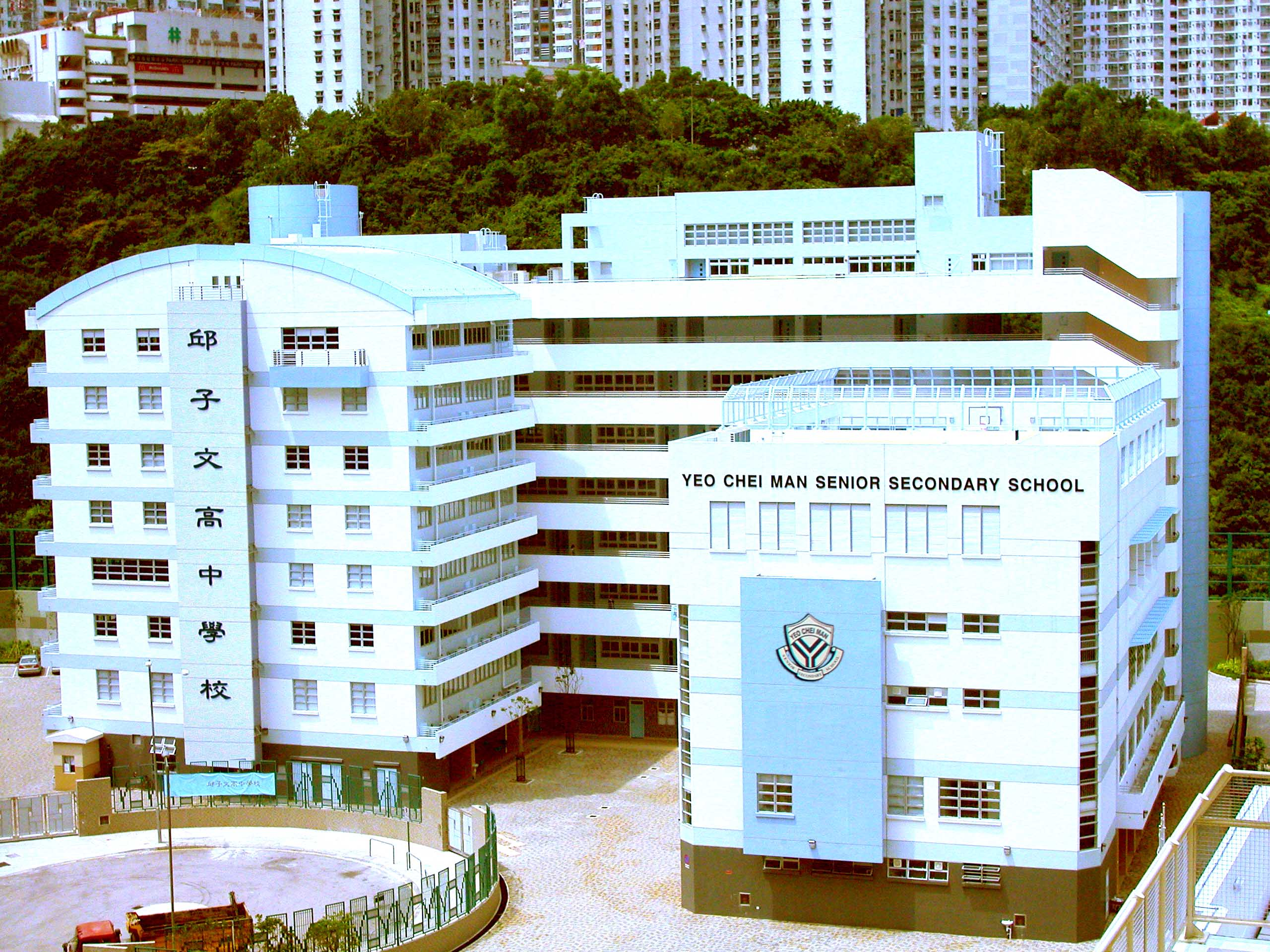
邱子文高中學校校舍屬千禧標準，佔地約6,600平方米

邱子文高中學校（英語：Yeo Chei Man Senior Secondary School）是原位於香港新界西貢將軍澳的開辦高中及預科課程的中學，在邱木城先生捐助下，由職業訓練局於2004年創辦，並以其父邱子文命名。該校高中課程2014年停辦後，改組為青年學院。
學校2003年獲教育局分配一所千禧校舍，設備完善先進，課程涵蓋四個專業範疇，包括設計、資訊科技、商業和旅遊服務等。學生除必修科目如中、英、數、普通話、生活技能和體育課外，學生可選擇修讀高中科目以參與公開試，並可選擇修讀應用學習 （Applied Learning, ApL）（前稱「職業導向課程」，Career Oriented Curriculum, COC）課程以取代文憑試選修科。
因應新高中學制之實施，中學生可由中一原校升讀至中六及報考中學文憑試，以取錄中四或以上程度學生為主的高中學校都面臨收生困難，也再沒有預科學生，需要轉型。該校已於2014年8月31日結束辦學，由職業訓練局接收校舍，改為青年學院（邱子文），提供中專教育文憑（Diploma of Vocational Education, DVE）課程，並以取錄非華語學生為主。

## 簡史
2004年，學校成立，2002年籌辦時名為「職業訓練局高中學校」。建校委員來自不同專業界別。創校校長為梁任城先生。教育局於2003年將位於將軍澳陶樂路的千禧標準校舍撥於該校，及後學校獲慈善家邱木城先生捐助，並以其父邱子文先生命名，學校更名為「職業訓練局邱子文高中學校」，並於2004年9月開辦首屆中四，取錄共360名學生，並由伍達倫博士擔任校監、杜劉仁愛女士接任校長。初期學校分為會考班及非會考班，讓學生可選擇應考香港中學會考，或依校內成績在完成中五課程後報讀職業訓練局轄下之課程。學校開辦的香港中學會考選修目包括：經濟、會計學原理、商業、旅遊及旅遊業、綜合人文、視覺藝術、電腦及資訊科技等。
2005年，校監伍達倫博士卸任，由陳鎮仁先生接任。
2006年9月，學校開辦首屆中學預科班，並參與西貢區中六收生程序及參與香港直資學校議會舉辦的聯合招生。同時亦獲職業訓練局批准，於校內開辦基礎文憑課程，供中五畢業生修讀，開辦的分流包括商業及旅遊，完成基礎文憑並成績良好，可升讀職訓局開辦的高級文憑課程。預科課程方面，除了中國語文及文化科及英語運用科外，學校規定學生必須修讀通識教育科，學生須於香港研究、人際關係、環境教育三個單元中選讀兩個。選修科方面，則開辦企業概論（高級程度）、經濟（高級程度）、視覺藝術（高級程度）、會計學原理（高級程度）、數學與統計學（高級補充程度）、電腦應用（高級補充程度）供學生選擇。
2007年，因應職業訓練局的「品牌改革」，學校改名為「邱子文高中學校」，並更改校徽，註明「VTC機構成員」。
2009年，學校取錄首屆新高中學制中四生。陳鎮仁先生卸任校監、並由鍾志平博士接任。杜劉仁愛校長調任香港專業教育學院（屯門）院長，由古仲岩先生接任校長一職。新高中開辦的科目，除了四個核心科目外，分別開辦了企業會計與財務概論（DSE）、旅遊與款待（DSE）、視覺藝術（DSE）、形象設計（ApL）、西式食品製作（ApL）、酒店營運（ApL）、採購及營銷（ApL）等科供學生選讀，另辦體育及職業英語課程。
2010年，古仲岩校長因個人原因離任，並由助理校長許漢榮先生署任校長一職，及後由盧麗娟女士於9月1日接任。
2012年，學校最後一屆中七畢業生畢業。
2013年，盧麗娟女士調任青年學院（將軍澳）首席講師，學校由總辦事處二科助理執行幹事杜劉仁愛女士兼任校長（第二次出任），並由本年起開辦青年學院課程，主要供非華語學生入讀中專教育文憑。
2014年，學校最後一屆高中學生畢業。學校於8月31日後結束營辦，職業訓練局校其後將校舍改作開辦青年學院（邱子文）。

### 歷任校監
| 姓名       | 任期      |
| ---------- | --------- |
| 伍達倫博士 | 2004-2005 |
| 陳鎮仁先生 | 2005-2009 |
| 鍾志平博士 | 2009-2014 |

### 歷任校長
| 姓名         | 任期              |
| ------------ | ----------------- |
| 梁任城先生   | 2004（至8月31日） |
| 杜劉仁愛女士 | 2004-2009         |
| 古仲岩先生   | 2009-2010         |
| 許漢榮先生   | 2010 （署任）     |
| 盧麗娟女士   | 2010-2013         |
| 杜劉仁愛女士 | 2013-2014         |

## 校訓釋義
| 卓越 | 秉承了職業訓練局的願景：「成為亞太區卓越的專業教育與培訓機構。」 |
| 創新 | 指出了邱子文高中學校的辦學特色 |
| 明德 | 意思是將人的德性彰顯出來，使天下人都能歸於至善。語出《禮記．大學》：「大學之道，在明明德，在新民，在止於至善。 」                                                            |
| 樂群 | 意指與人融洽相處，助人為樂；強調個人與社會的關係，一方面是個體人格的成長，另方面則提倡群體精神、社會關懷與造福人群。語出《禮記．學記》：「一年視離經辨志，三年視敬業樂群。」 |

## 家長評價
有該校的畢業生家長認為，其子入讀該校後「變得更有自信，更獨立，亦比以前更善於與人交往」，更讓其有特殊學習需要的兒子更了解自己的天份，讓他可以升讀高級文憑課程，並能有機會升讀大學課程。

## 著名校友
- 鍾慧龍：Animae Studio （页面存档备份，存于） 創辦人及創作總監 Animae Technologies （页面存档备份，存于） 創辦人及創作總監
- 姜濤：MIRROR成員

## 外部連結
- 邱子文高中學校網頁